# ساكسيتوكسين
ساكسيتوكسين (STX) هو سم عصبي قوي وهو أشهر سموم المحار المسببة للشلل. يؤثر بشكل رئيسي على البشر من خلال تناول المحار الملوث الذي تراكمت فيه السموم من انتشار الطحالب السامة، وهو المسؤول عن المرض المعروف باسم شلل التسمم المحاري [الإنجليزية] (PSP).